# Philipp Hoffmann (Politiker, 1815)
Johann Hubert Philipp Hoffmann (* 19. November 1815 in Köln; † 24. Dezember 1897 ebenda) war ein deutscher Unternehmer und Politiker.

## Leben
Hoffmann war der Sohn des Uhrmachers und späteren Tapetenfabrikanten Johann Josef Hoffmann (* 16. Juni 1780 in Köln; † 28. September 1852 ebenda) und dessen Ehefrau Katharina Christine geborene Gruber (* 1. August 1784 in Köln; † nach 1852). Er war katholisch und heiratete am 31. August 1842 in Köln Maria Angela Rüttgers (* 1819 in Düren; † 24. Februar 1900 in Köln).
Hoffmann lebte als Kaufmann und Unternehmer in Ehrenfeld. Er war Inhaber der chemischen Düngerfabrik und Dampfknochenmühle Hoffmann & Co. 1874 war er ein Bewerber für den Bau von Pferdebahnen in Köln. Zwischen 1888 und 1889 war er Stadtverordneter in Köln. Von 1883 bis 1888 war er für den Stand der Städte und die Städte Bonn, Münstereifel, Euskirchen, Zülpich, Rheinbach, Ehrenfeld und Brühl Abgeordneter im Provinziallandtag der Rheinprovinz. Auch nach der Änderung des Wahlrechts 1888 blieb er bis 1893 Abgeordneter, nun gewählt vom Kreistag.
Hoffmann starb 1897 im Alter von 82 Jahren. Die Familiengrabstätte befindet sich auf dem Kölner Melaten-Friedhof.